# New York-Harlem Yankees
I New York-Harlem Yankees sono stati una franchigia di pallacanestro della EPBL, con sede a Harlem, nello Stato di New York, attivi tra il 1955 e il 1956.
Durante la stagione 1955-56 sostituirono i Trenton Colonials, che fallirono a metà stagione. Il record complessivo delle due squadre fu di 2-14.

## Stagioni
| Stagione | Lega | Denominazione           | V | P  | %    | Piazzamento | Play-off |
| -------- | ---- | ----------------------- | - | -- | ---- | ----------- | -------- |
| 1955-56  | EPBL | New York-Harlem Yankees | 2 | 14 | 12,5 | 6º          | -        |